# Helzel
Helzel es una especie de salchicha típica de la  cocina judía de los judíos asquenazíes.

## Ingredientes
Sus ingredientes son la carne del cuello del pollo, harina, schmaltz (grasa de pollo o de ganso) y cebollas fritas. Los helzel pueden ser cocinados en sopa de pollo o empleados como ingrediente del cocido denominado cholent. Debido a que la salchicha está fundamentada en harina, al helzel se le denomina a veces kishka «falso».